# Grupo 2 de la Clasificación de UEFA para la Copa Mundial de Fútbol de 1958
El Grupo 2 de la Clasificación de UEFA para la Copa Mundial de Fútbol de 1958 contó con la participación de Bélgica, Francia e Islandia; los cuales se enfrentaron todos contra todos a visita recíproca por una de las 9.5 plazas de UEFA para la Copa Mundial de Fútbol de 1958 a celebrarse en Suecia.

## Posiciones
| Pos. | Equipo   | Pts. | PJ | G | E | P | GF | GC | Dif. | Clasificación             |
| ---- | -------- | ---- | -- | - | - | - | -- | -- | ---- | ------------------------- |
| 1    | Francia  | 10   | 4  | 3 | 1 | 0 | 19 | 4  | +15  | Clasificado a Suecia 1958 |
| 2    | Bélgica  | 7    | 4  | 2 | 1 | 1 | 16 | 11 | +5   |                           |
| 3    | Islandia | 0    | 4  | 0 | 0 | 4 | 6  | 26 | −20  |                           |

 Fuente: FIFA

## Resultados
| 11-11-1956 | Francia                                    | 6 – 3   | Bélgica                    | Paris, Francia                                     |                                                    |
|            | Cisowski 13' 15' 44' 72' 88' · Vincent 18' | Reporte | Houf 16' · Willems 61' 67' | Asistencia: 46 049 espectadores Árbitro(s): Clough | Asistencia: 46 049 espectadores Árbitro(s): Clough |

| 2-6-1957 | Francia                                                                             | 8 – 0   | Islandia | Nantes, Francia                                   |                                                   |
|          | C. Oliver 6' 11' · Vincent 29' 83' · Dereuddre 36' · Piantoni 45' 81' · Brahimi 49' | Reporte |          | Asistencia: 15 080 espectadores Árbitro(s): Ellis | Asistencia: 15 080 espectadores Árbitro(s): Ellis |

| 5-6-1957 | Bélgica                                                                             | 8 – 3   | Islandia                           | Brussels, Bélgica                                 |                                                   |
|          | Orlans 4' 57' · Piters 11' · Vandenberg 12' · Mees 22' 26' · Coppens 42' 44' (pen.) | Reporte | Þórðarson 33' 77' · R. Jónsson 81' | Asistencia: 6792 espectadores Árbitro(s): Blitgen | Asistencia: 6792 espectadores Árbitro(s): Blitgen |

| 1-9-1957 | Islandia       | 1 – 5   | Francia                                           | Reykjavík, Islandia                                |                                                    |
|          | Þ. Jónsson 64' | Reporte | Cisowski 29' 32' · Ujlaki 48' 66' · Wisnieski 53' | Asistencia: 9000 espectadores Árbitro(s): Davidson | Asistencia: 9000 espectadores Árbitro(s): Davidson |

| 4-9-1957 | Islandia                       | 2 – 5   | Bélgica                                             | Reykjavík, Islandia                                |                                                    |
|          | R. Jónsson 1' · Þ. Jónsson 65' | Reporte | Van Herpe 9' · Willems 40' · Vandenberg 64' 81' 89' | Asistencia: 7000 espectadores Árbitro(s): Davidson | Asistencia: 7000 espectadores Árbitro(s): Davidson |

| 27-10-1957 | Bélgica | 0 – 0   | Francia | Brussels, Bélgica                                 |                                                   |
|            |         | Reporte |         | Asistencia: 56 497 espectadores Árbitro(s): Helge | Asistencia: 56 497 espectadores Árbitro(s): Helge |